# Nicholas Hilliard
Nicholas Hilliard (h. 1547 - enterrado el 7 de enero de 1619) fue un orfebre y retratista inglés conocido sobre todo por sus retratos en miniatura de miembros de las cortes de los soberanos Isabel I y Jacobo I de Inglaterra.  Principalmente pintó pequeñas miniaturas ovaladas, pero también algunas miniaturas de caballete un poco más grandes, hasta los 25 centímetros de alto, y al menos dos famosos retratos sobre tabla de Isabel I.  Tuvo un éxito continuado como artista, pero también continuos problemas económicos, durante cuarenta y cinco años, y sus pinturas aún ejemplifican la imagen visual de la era isabelina, muy diferente de la de la mayor parte de Europa a finales del siglo XVI.  Técnicamente era muy conservador, según los estándares europeos, pero sus pinturas están magníficamente ejecutadas y tienen una frescura y encanto que le han asegurado una reputación continuada como «la figura artística central de la época isabelina, el único pintor inglés cuya obra refleja, en su delicado microcosmos, el mundo de las primeras obras de Shakespeare».

## Biografía

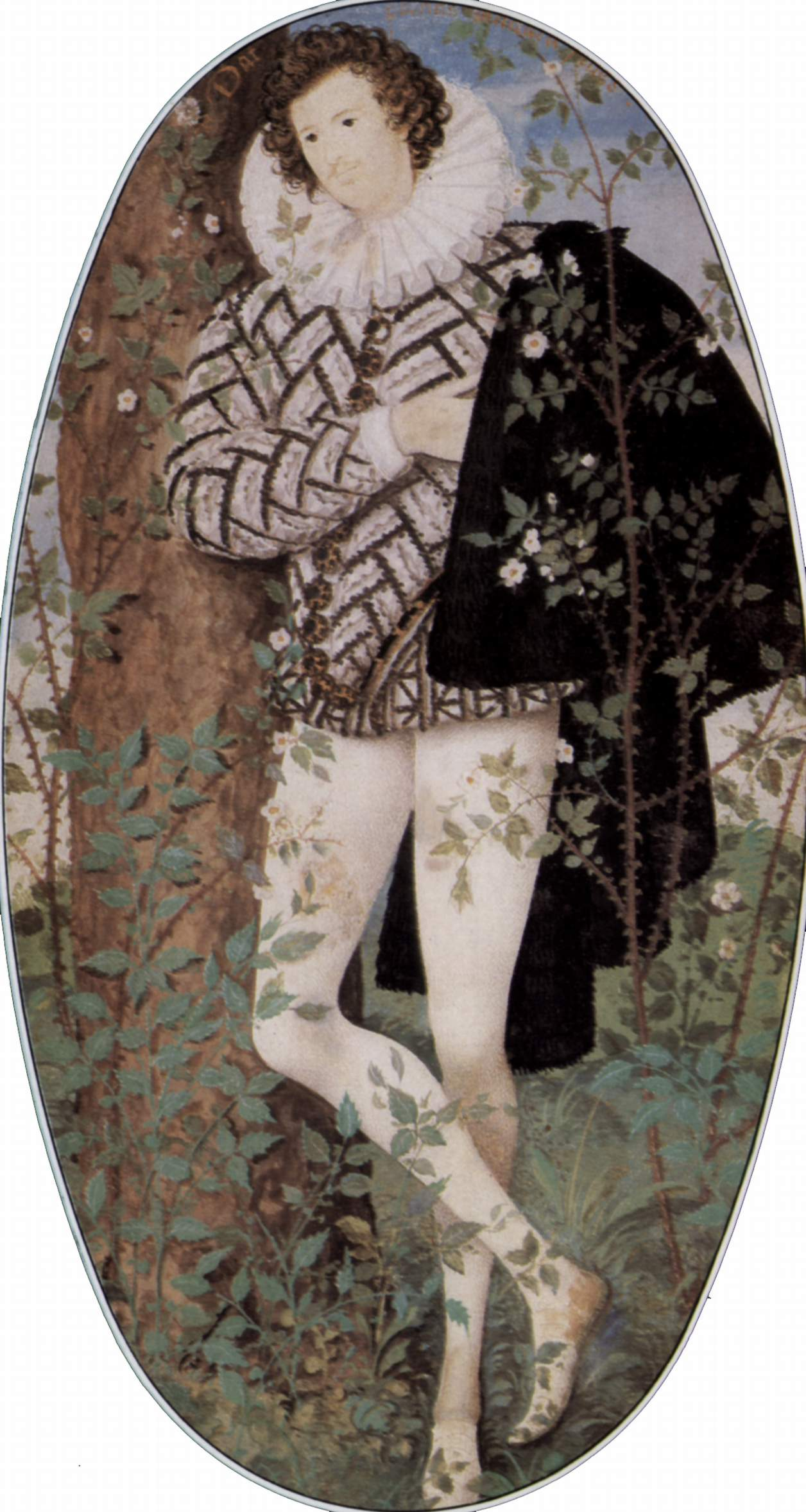
Muchacho bajo las rosas, 1588, casi con seguridad Robert Devereux, II conde de Essex, según Roy Strong, Museo Victoria y Alberto, Londres.

Era hijo de Richard Hilliard (1519–1594) de Exeter, Devon (Inglaterra), un orfebre protestante.
Hilliard hizo su aprendizaje con el joyero de la reina, Robert Brandon, († 1591), desde 1562 hasta 1569. Después de siete años de aprendiz, Hilliard fue nombrado hombre libre de la compañía de orfebres en 1569. Estableció un taller con su hermano menor, John.
Hilliard acabó su aprendizaje en un momento en que se «necesitaba desesperadamente» un nuevo retratista de corte.  Dos retratos sobre tabla que se le han atribuido a él desde hace tiempo, conocidos como retratos del «Fénix» y del «Pelícano», datan de hacia 1572-76.  Hilliard fue nombrado limner (miniaturista) y orfebrer de Isabel I en una fecha no concretada; la primera miniatura que de él se conoce con la reina como modelo es de 1572.

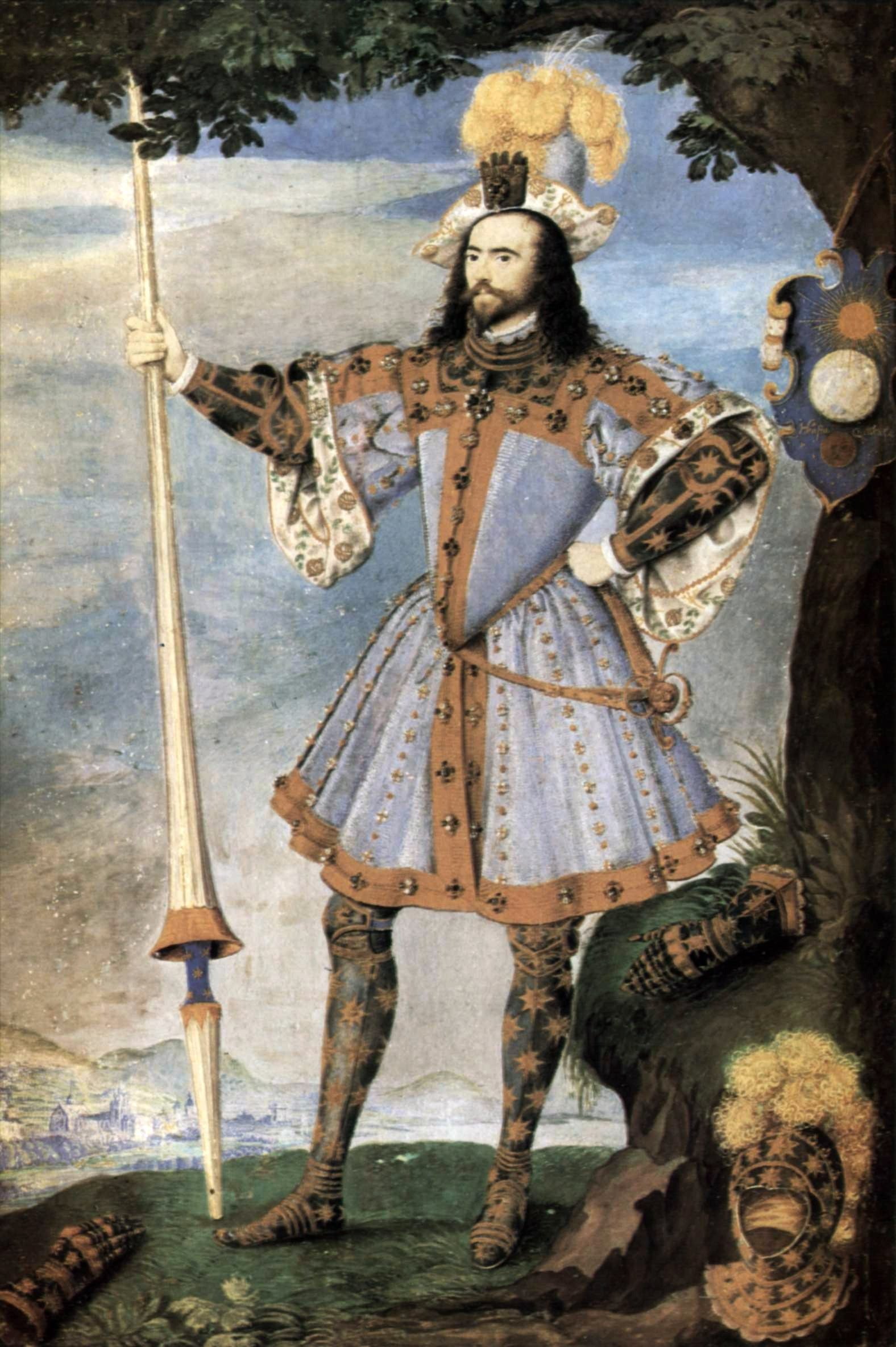
Retrato de George Clifford, conde de Cumberland, h. 1590, técnica mixta sobre pergamino, 25,7 x 17,8 cm, Greenwich, National Martime Museum.

En 1576, Hilliard, recién casado, marchó a Francia «sin más pretensión que aumentar su conocimiento por este viaje, y con la esperanza de conseguir dinero de los señores y las damas aquí para su mejor mantenimiento en Inglaterra a su regreso», según señala cuidadosamente el embajador inglés en París, Sir Amyas Paulet, con quien Hilliard pasó gran parte de su tiempo.  Permaneció allí hasta 1578-79, mezclándose en los círculos artísticos de la corte, permaneciendo con Germain Pilon y Jorge de Gante, respectivamente el escultor y el pintor de la reina, y conociendo a Ronsard.
Después de su regreso de Francia, vivió y trabajó en una casa en Gutter Lane, en las afueras de Cheapside, desde 1579 hasta 1613, donde su hijo y alumno Laurence le sucedió, siguiendo en el mismo negocio durante décadas. 
Tuvo el favor de Jacobo I lo mismo que de Isabel I, recibiendo del rey una patente especial que data del 5 de mayo de 1617, que le garantiza la única licencia para obras reales durante doce años. Con ello consiguió el monopolio del retrato en miniatura y grabado del rey Jacobo I, algo que Isabel I había rechazado en 1584. 
La mayor colección de su obra se encuentra en el Museo Victoria y Alberto, en Londres, y algunos están en la Galería Nacional de Retratos del Reino Unido. La mayoría de sus obras se conservan en Inglaterra. Las condiciones en las que se han mantenido las miniaturas han garantizado que la mayoría se conserven excelentes, y han evitado la atención de los restauradores, aunque es frecuente que el colorido haya pedido intensidad y que se hayan oxidado las partes pintadas con plata.

## Estilo
En el estilo de Hilliard influyó, ante todo, la orfebrería y la iluminación de manuscritos. Se ha visto en su obra un precedente de los grandes retratistas ingleses del siglo XVIII. En los años 1570 su estilo fue haciéndose más refinado y elegante. En los años 1580 estableció definitivamente la forma ovalada para sus retratos, siempre captando el carácter del retratado.  

## Galería

### Retratos sobre madera

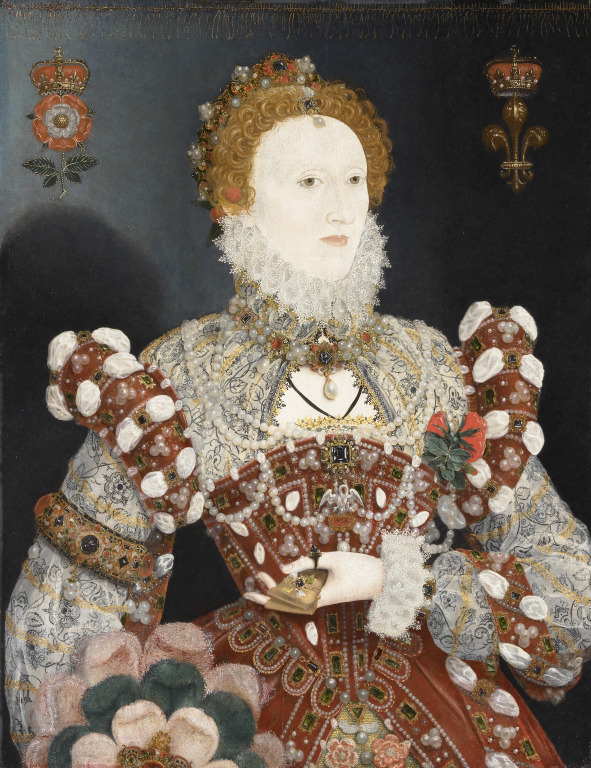
Isabel I, el retrato del «Pelícano», h. 1572
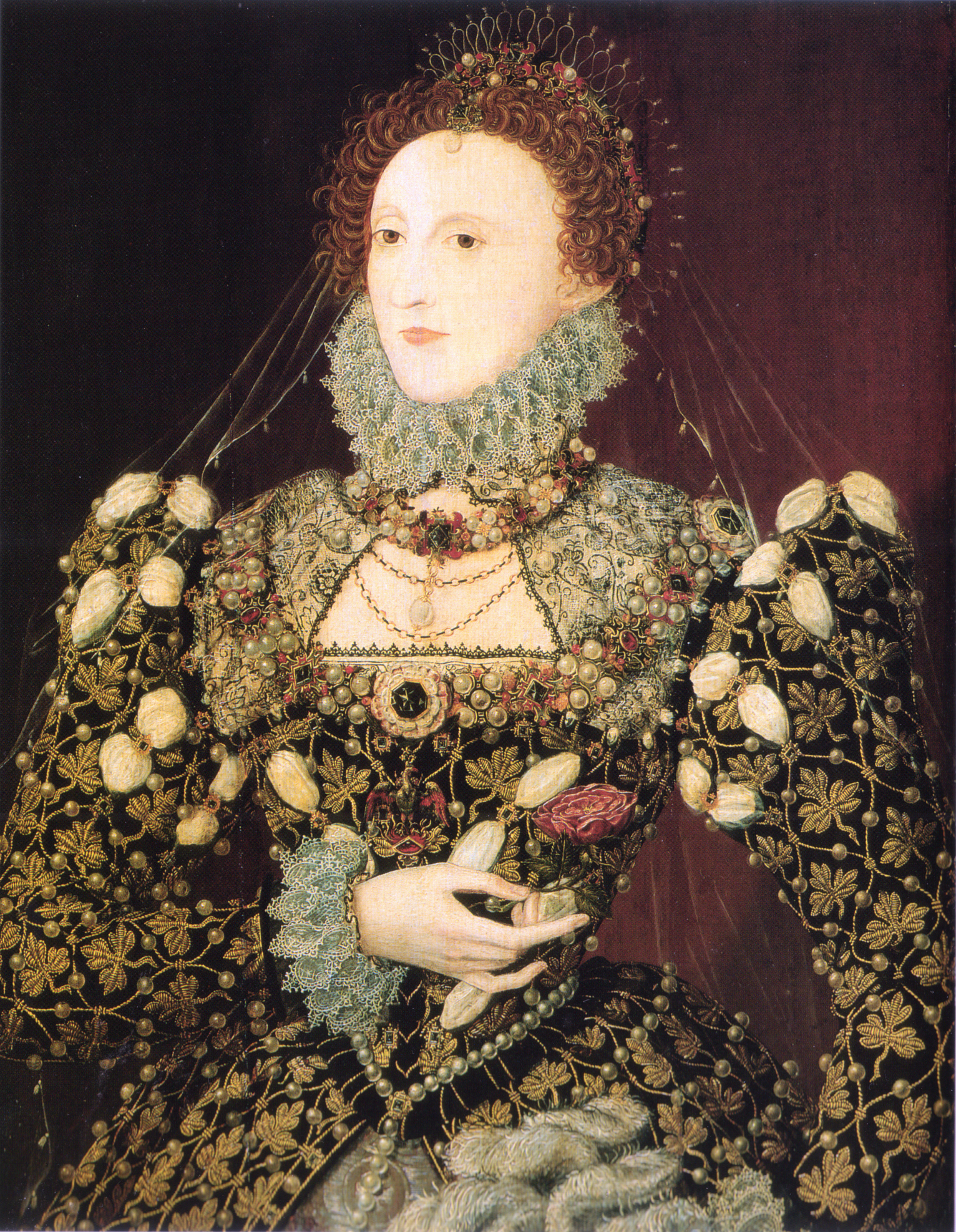
Isabel I, el retrato del «Fénix», h. 1575

### Retratos en miniatura

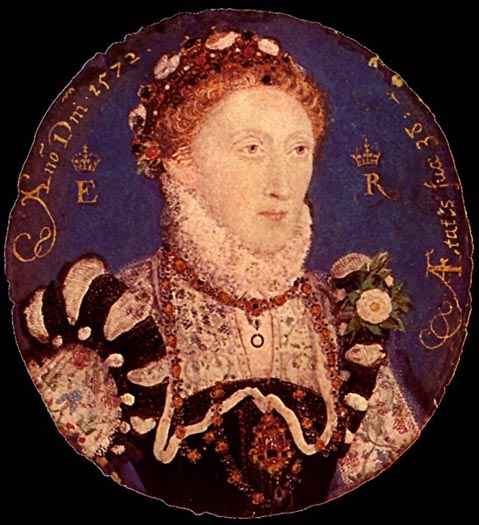
Miniatura de Isabel I, 1572
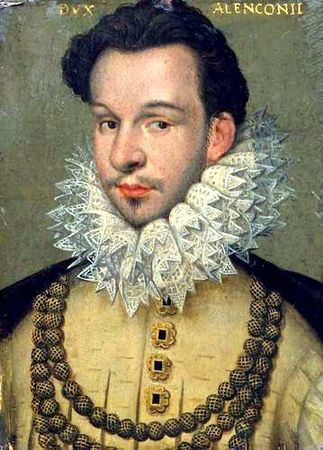
Miniatura de Alençon, 1577
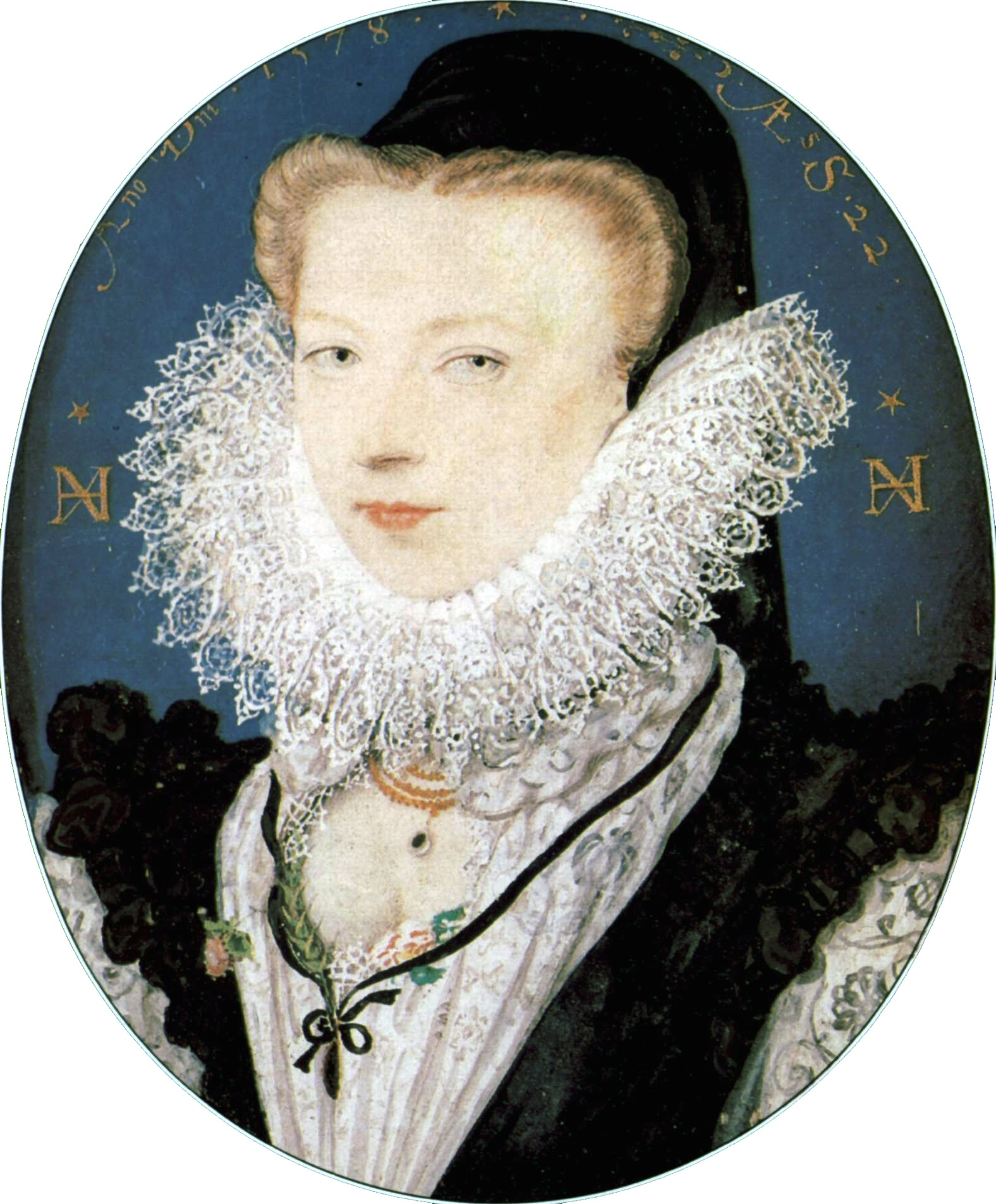
La esposa de Hilliard, Alice, un ejemplo de la influencia del arte francés en su obra, 1578
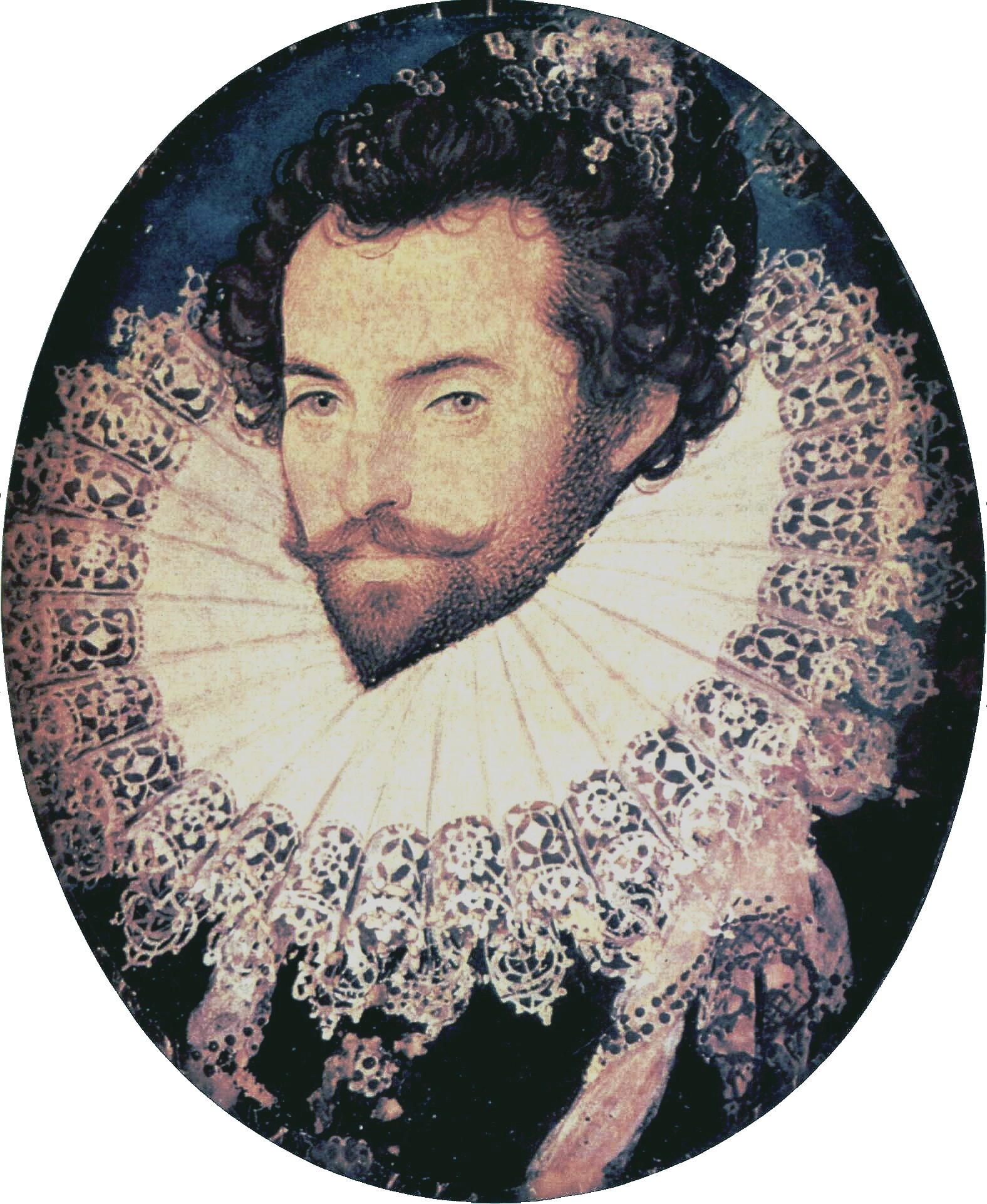
Sir Walter Raleigh, 1585
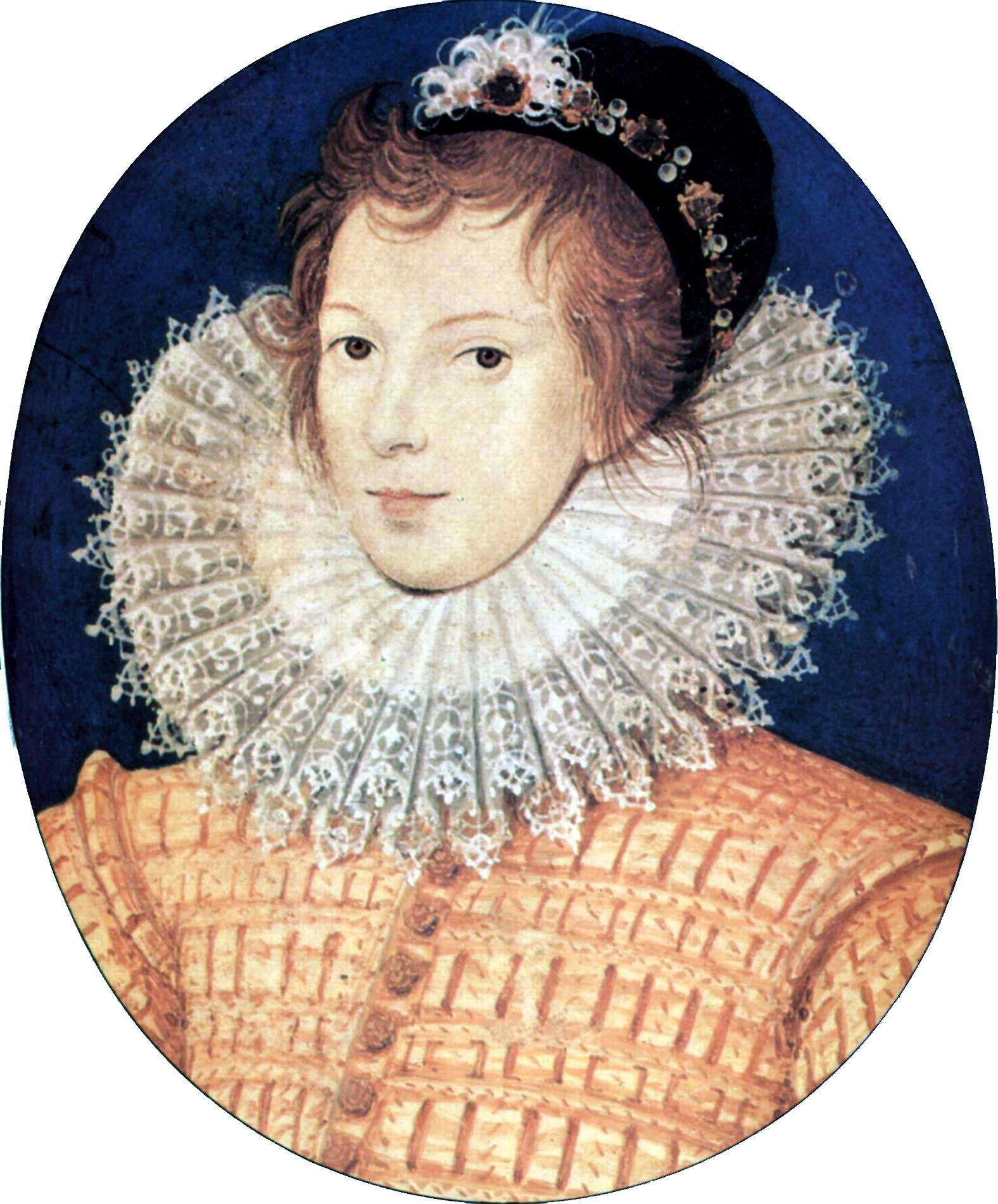
Mujer desconocida, 1585
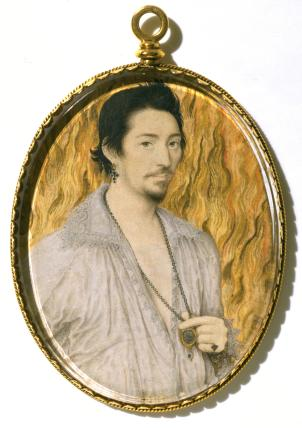
Hombre entre las llamas h. 1588
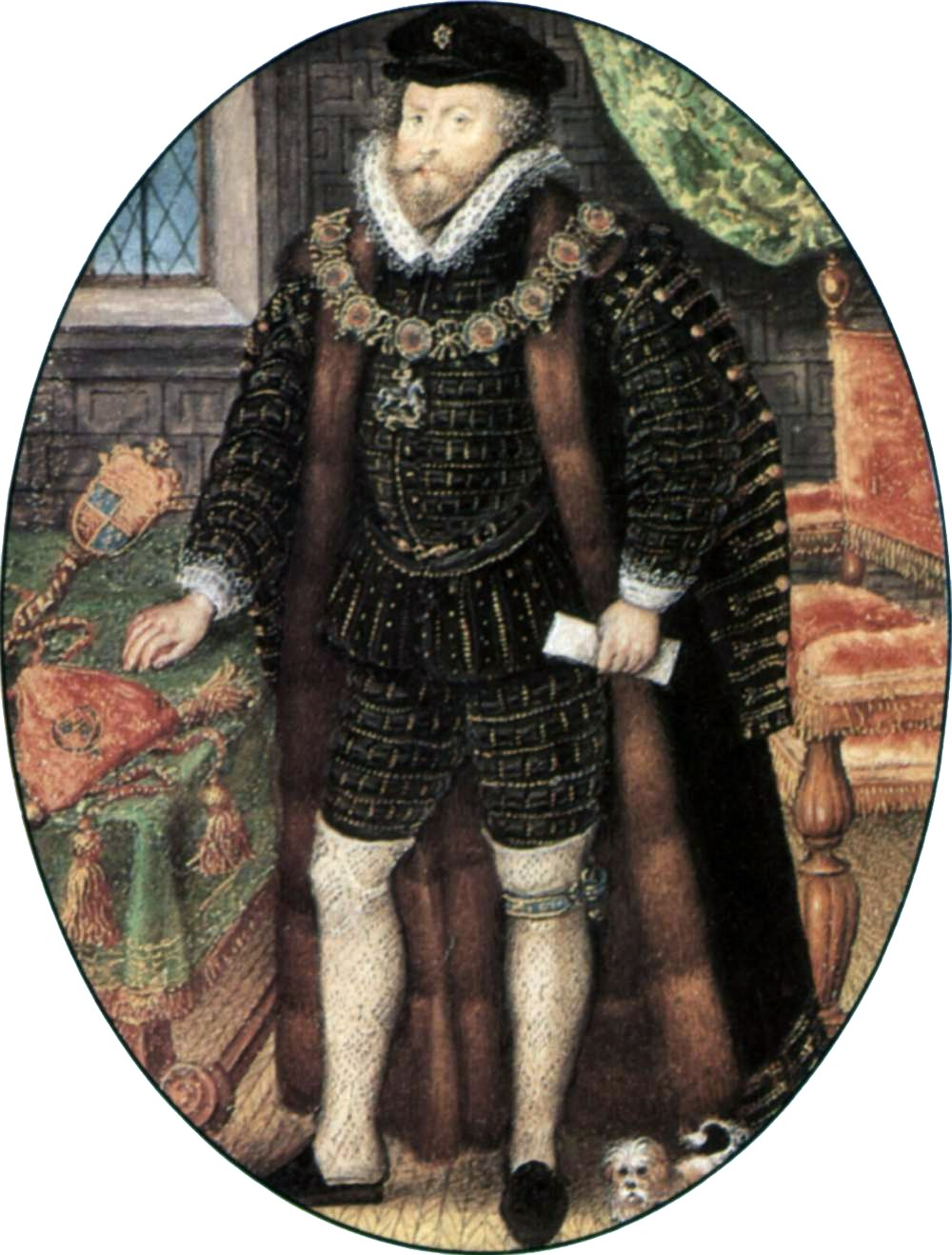
Christopher Hatton h. 1589
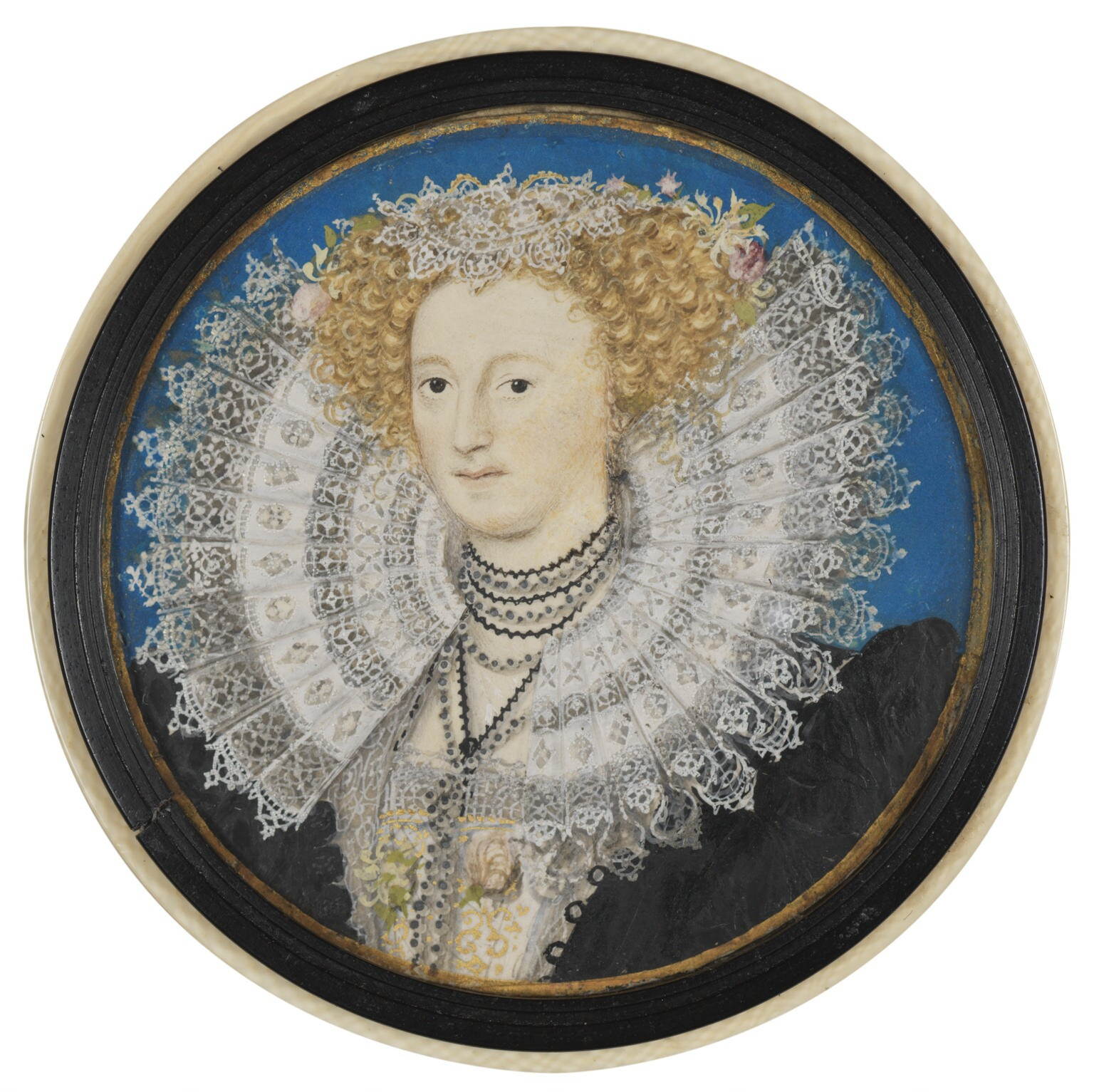
Mary Sidney, condesa de Pembroke h. 1590
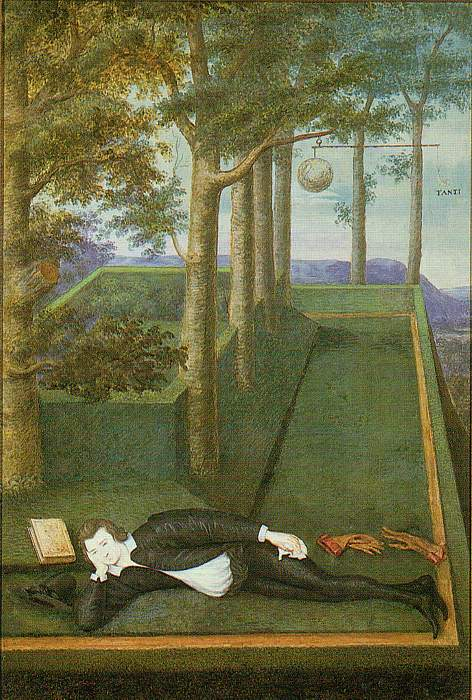
Henry Percy, 9.º conde de Northumberland, el «conde mago», 1590-95.
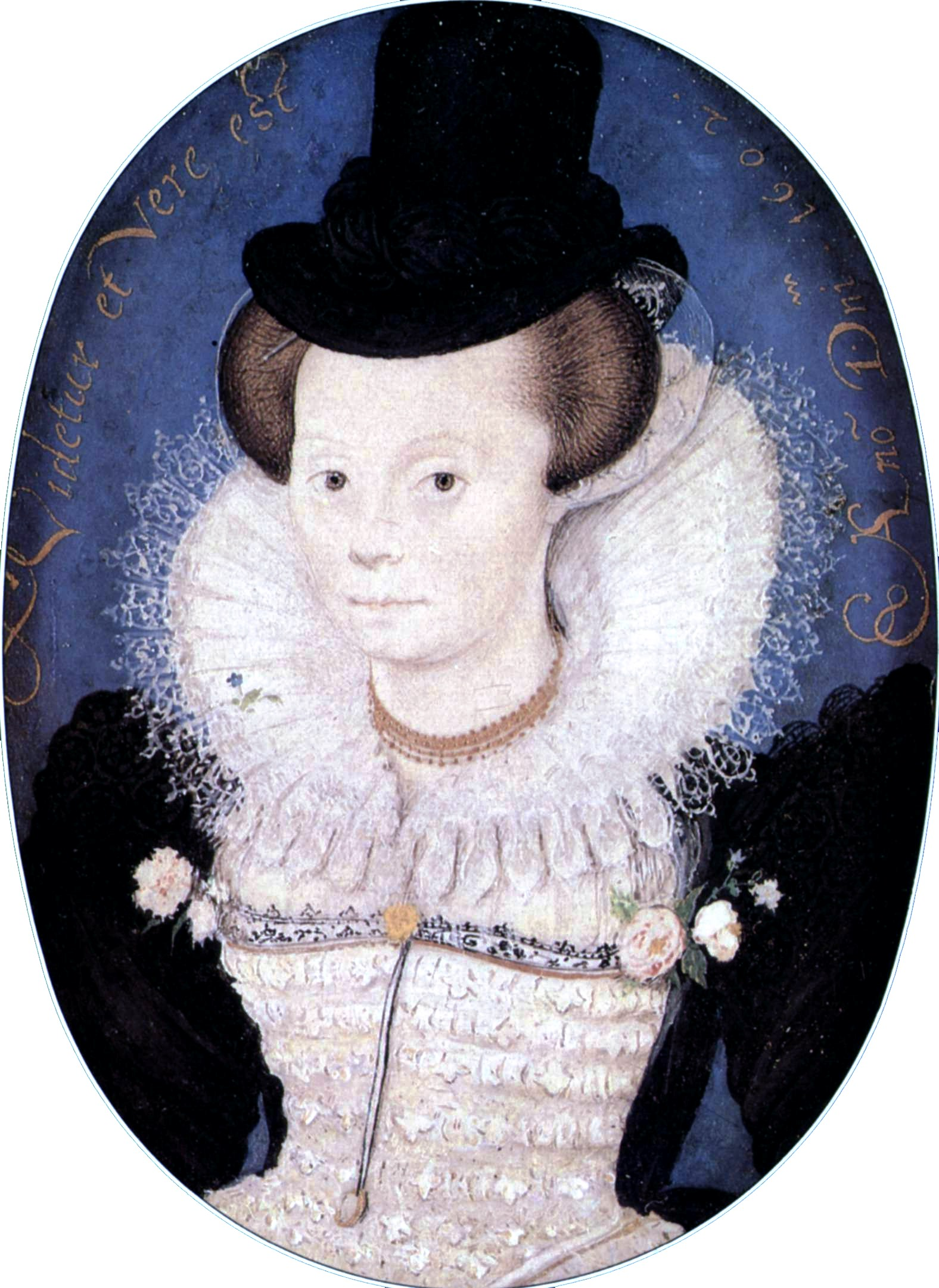
Mujer desconocida, 1602
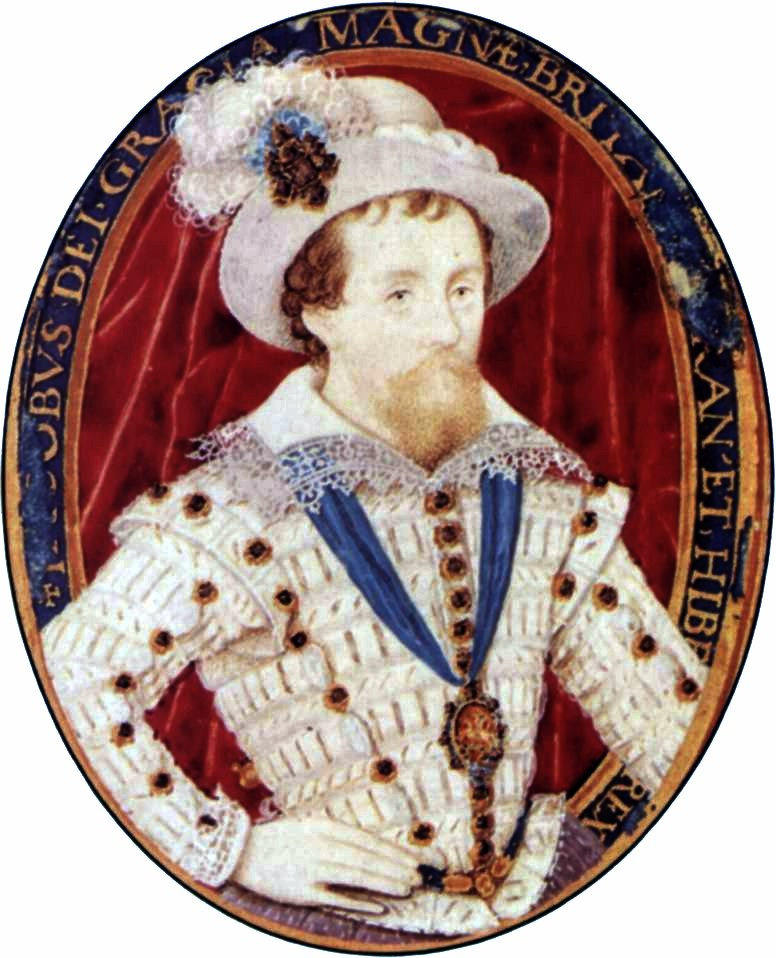
Jacobo I, 1603-9
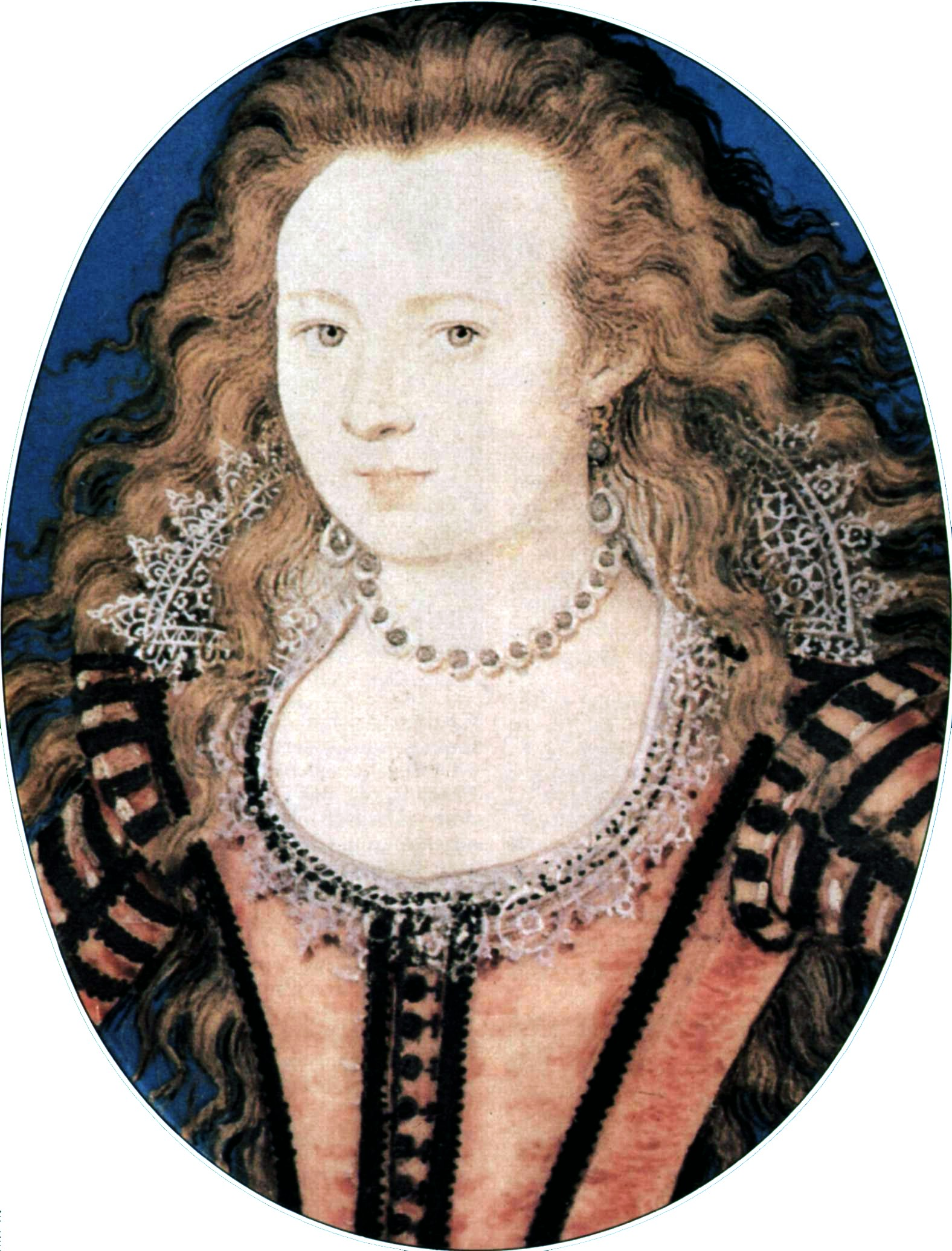
Isabel, reina de Bohemia, hija de Jacobo I, 1605-10

### Dibujo e iluminación

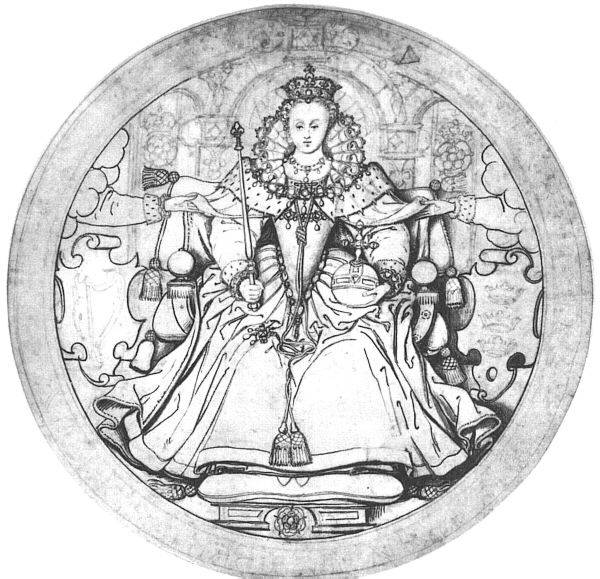
Diseño para el reverso del Gran Sello para Irlanda (nunca realizado) h. 1584. Los dibujos de Hilliard son escasos.
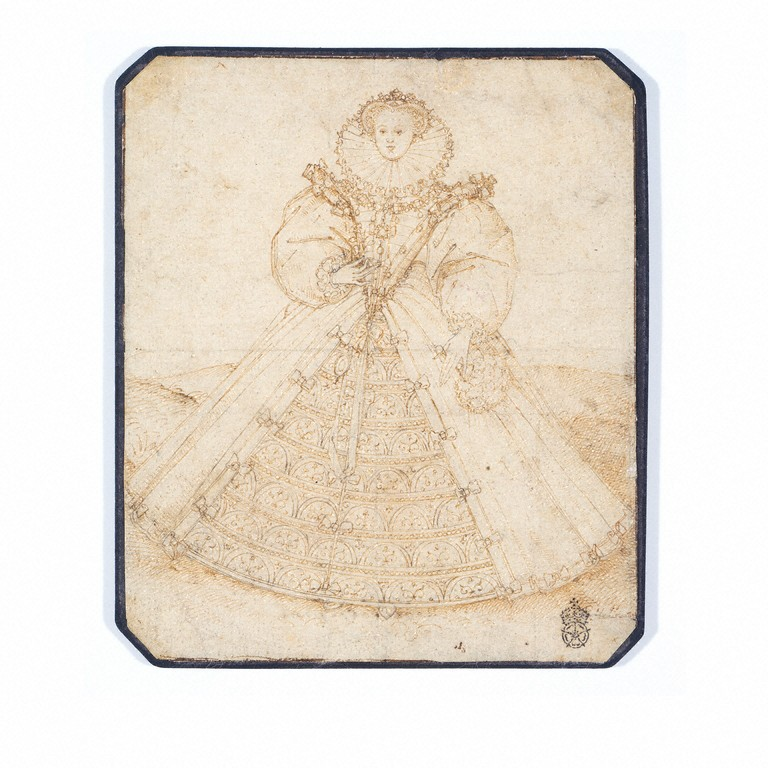
Probablemente uno de los diseños alternativos que Isabel pidió para su nuevo Gran Sello de Inglaterra en 1584 - se eligió otra versión
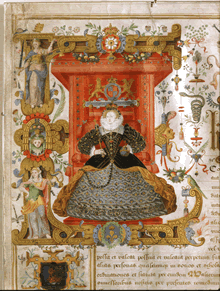
Carta del Emmanuel College, Cambridge
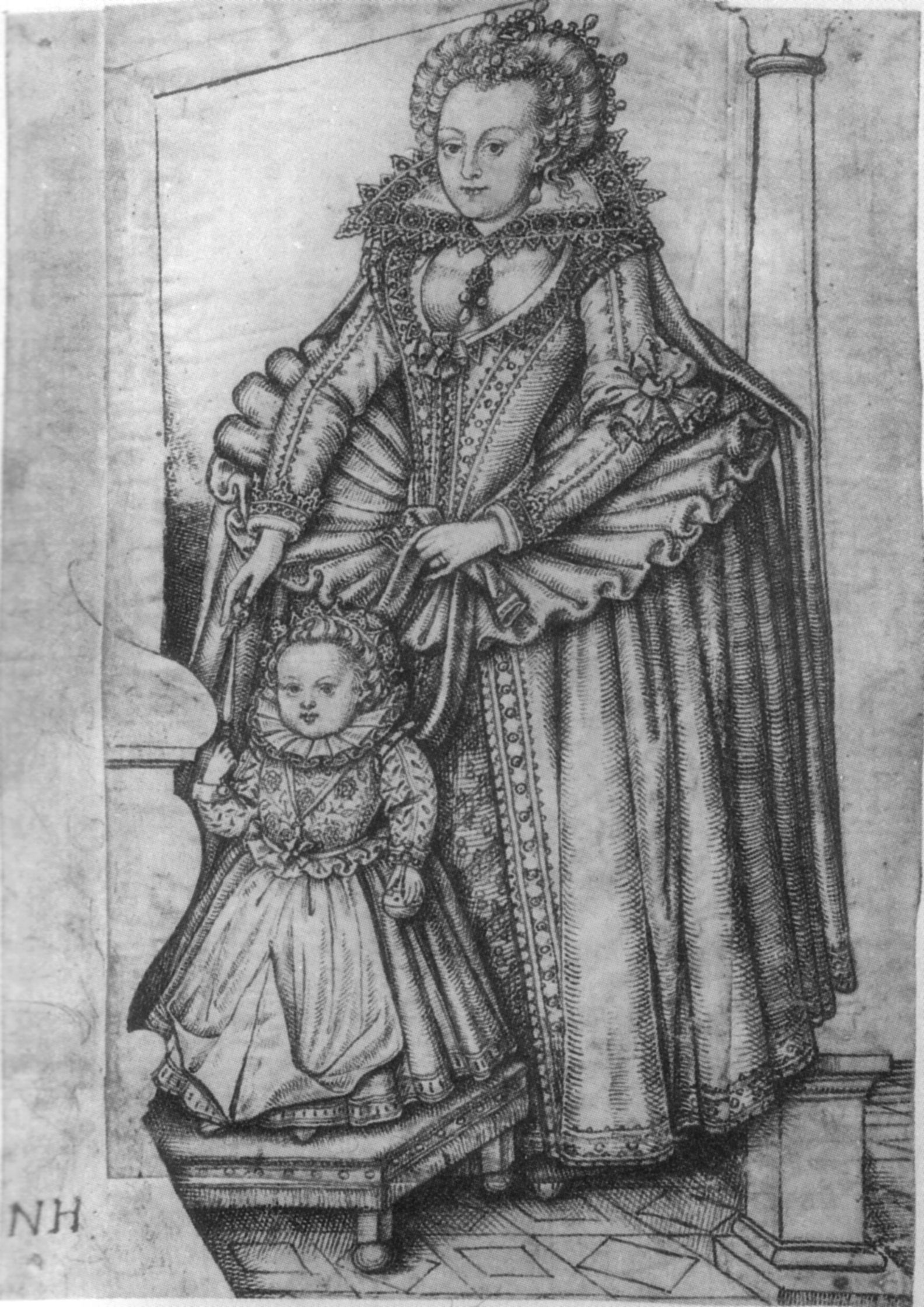
Dibujo de Isabel Estuardo, electora palatina, y su hijo Federico Enrique, probablemente para un grabado